# Societatea Europeană de Astronomie
Societatea Europeană de Astronomie (în engleză European Astronomical Society) este o societate științifică a astronomilor din Europa. A fost fondată în 1990, în Elveția, cu scopul declarat de a contribui la dezvoltarea astronomiei în Europa și de a promova cercetările științifice în acest domeniu. Astronomii profesioniști europeni pot fi membri ai acestei societăți independent de domeniul lor de activitate sau de țara lor de origine. Societatea oferă un forum pentru discuții cu privire la toate aspectele privind dezvoltarea astronomiei în Europa și este organizația care reprezintă interesele astronomilor în discuțiile de la nivelul Uniunii Europene.
În prezent (2016), Președintele Societății este Thierry Courvoisier (Elveția) iar membrii Consiliului Societății sunt: Roger Davis (Regatul Unit) - președinte ales, Serena Viti (Regatul Unit) - secretar, Johan Knapen (Spania) - trezorier, Emmanuel Angelakis (Germania) - vicepreședinte, Sofia  Felting (Suedia), Lex Kaper (Olanda), Georges Meylan (Elveția) și Olga Silicenko (Rusia). Maarten Baes (Belgia) este editorul-șef al Buletinului informativ (Newsletter) al Societății Europene de Astronomie.

## Premii acordate

### Premiul Tycho Brahe
Începând cu anul 2008 Societatea Europeană de Astronomie decernează anual Premiul Tycho Brahe, numit astfel în onoarea astronomului danez din secolul al XVI-lea Tycho Brahe. Premiul este acordat în semn de recunoaștere a dezvoltării sau exploatării instrumentelor astronomice, sau pentru descoperiri majore în domeniul astronomiei.
Câștigătorii acestui prestigios premiu sunt:
- 2008: Göran Scharmer (Suedia)
- 2009: Françoise Combes (Franța)
- 2010: Raymond Wilson (Regatul Unit)
- 2011: Michael Perryman (Regatul Unit)
- 2012: Reinhard Genzel (Germania)
- 2013: Massimo Tarenghi (Italia)
- 2014: Antoine Labeyrie (Franța)
- 2015: Michel Mayor (Elveția)
- 2016: Joachim Truemper (Germania)

### Premiul Lodewijk Woltjer
Începând cu anul 2010 Societatea Europeană de Astronomie decernează anual și Premiul Lodewijk Woltjer pentru a-i onora pe astronomii cu realizări științifice remarcabile.
Câștigătorii acestui premiu sunt:
- 2010: Lodewijk Woltjer
- 2011: George Miley
- 2012: Wolfgang Hillebrandt
- 2013: Suzy Collin-Zahn
- 2014: Rașid Siuneaev
- 2015: Ewine van Dishoeck
- 2016: Thibault Damour

### Premiile MERAC
Din 2013 Societatea Europeană de Astronomie acordă Premiile MERAC pentru tinerii astronomi europeni. Există trei astfel de premii anuale pentru categoriile: astrofizică teoretică, astronomie observațională și tehnologii noi (instrumentale/de calcul). Premiile alternează de la un an la altul astfel: premiul pentru cel mai bun debut în cariera de cercetător (în anii fără soț) și premiul pentru cea mai bună teză de doctorat(în anii cu soț).
Câștigătorii acestor premii sunt:
- 2013: Cel mai bun debut în cariera de cercetător
  - Gabriella de Lucia (astrofizică teoretică)
  - Elisabetta Caffau (astronomie observațională)
  - Justin Read (tehnologii noi)
- 2014: Cele mai bune teze de doctorat
  - Claudia Lagos (astrofizică teoretică)
  - Amaury Triaud (astronomie observațională)
  - Boon Kok Tan (tehnologii noi)
- 2015: Cel mai bun debut în cariera de cercetător
  - Michela Mapelli (astrofizică teoretică)
  - Saskia Hekker (astronomie observațională)
  - Sylvestre Lacour (tehnologii noi)
- 2016: Cele mai bune teze de doctorat
  - Maria Petropoulou (astrofizică teoretică)
  - Yingjie Peng (astronomie observațională)
  - Oliver Pfuhl (tehnologii noi)
- 2017: Cel mai bun debut în cariera de cercetător
  - Selma E. de Mink (astrofizică teoretică)
  - Kevin Schawinski (astronomie observațională)
  - Emmanuel Hugot (tehnologii noi)